# جوزف دی. کوکان
جوزف دی. کوکان (انگلیسی: Joseph D. Kucan؛ زادهٔ ۱۹ مارس ۱۹۶۵) هنرپیشه و صداپیشه اهل ایالات متحده آمریکا است.
از فیلم‌ها یا برنامه‌های تلویزیونی که وی در آن نقش داشته‌است می‌توان به وضعیت قرمز، فرمان و تسخیر اشاره کرد.